# Diga di Enne
La diga d'Enne è una diga della Turchia. Si trova nella provincia di Kütahya.